# Fradley
Fradley är en by och civil parish i distriktet Lichfield, i grevskapet Staffordshire i England. Byn är belägen 5 km från Lichfield. Byn hade 3 617 invånare år 2021. Fradley var en civil parish 1866–1884 när blev den en del av Alrewas. Civil parish hade 380 invånare år 1881. Civil parishen inrättades den 1 april 2023.